# Petar Faber
Petar Faber (fra.: Pierre Lefevre ili Favre, špa.: Pedro Fabro, lat.: Petrus Faver; Le Villaret, 13. travnja 1506. – Rim, 2. kolovoza 1546.), isusovac i svetac Katoličke crkve.

## Životopis
Petar Faber rođen je u malenom selu Le Villaret u Araviskom gorju u Francuskoj, tada u Savojskom Vojvodstvu. S 12 godina položio je zavjet čistoće. Godine 1525. otišao je u Pariz na studij filozofije. Tada je sobu dijelio s Franjom Ksaverskim, a kasnije im se pridružio i Ignacije Lojolski. Godine 1534. odlučio je slijediti svojega duhovnoga učitelja Ignacija.
Faber je zaređen za svećenika 1534. godine. Počeo je pisati svoj dnevnik "Mémorial", u kojem je detaljno opisao svoj život. Dnevnik je započeo citatom iz psalma: "Blagoslivljaj, dušo moja, Gospodina i ne zaboravi dobročinstva njegova!" Zbog rata između Mletaka i Osmanskog Carstva planirani put u Svetu Zemlju bio je nemoguć te je s prijateljima otišao u Rim, gdje su se stavili na raspolaganje papi Pavlu III. Godine 1539. Ignacije i njegovi drugovi započeli su pripreme za osnutak Družbe Isusove. 
Kasnije je najviše djelovao u Njemačkoj te na Iberskom poulotoku. Također je pozvan da sudjeluje u radu Tridentskoga sabora. Preminuo je u Rimu nakon kratke bolesti. Papa Pio IX. proglasio ga je 5. rujna 1872. blaženim. Papa Franjo proglasio ga je svetim 17. prosinca 2013. godine.

## Vanjske poveznice
- Petar Faber na stranicama francuskih isusovaca  Arhivirana inačica izvorne stranice od 5. studenoga 2010. (Wayback Machine) (fr.)
- Petar Faber u povijesnoj pismohrani sveučilišta Gregoriane  Arhivirana inačica izvorne stranice od 20. veljače 2016. (Wayback Machine) (tal.)